# Stenocercus carrioni
Stenocercus carrioni este o specie de șopârle din genul Stenocercus, familia Tropiduridae, descrisă de Parker 1934. Conform Catalogue of Life specia Stenocercus carrioni nu are subspecii cunoscute.